# Shikata Akiko
Shikata Akiko (志方明子 sinh ngày 7 tháng 1, năm 1989) là một ca sĩ kiêm nhạc sĩ và nhà soạn nhạc người Nhật, cô nổi tiếng vì là người viết các nhạc phẩm cho trò chơi và anime. Các cống hiến nổi bật nhất của cô cho ngành công nghiệp là trong các trò chơi điện tử Ar tonelico, Shadow Hearts và Umineko no Naku Koro ni, cũng như chuyển thể anime của Umineko no Naku Koro ni và Tales of Symphonia.
Âm nhạc của Shikata được nhiều người biết nhờ mang âm hưởng dân ca và cách xử lý thanh nhạc phức tạp của điệp khúc trong mỗi bài hát. Một bài hát đơn của Shikata có thể có đến 200 bản thanh nhạc thu âm khác nhau.

## Tiểu sử
Shikata sinh ra tại Tokyo. Cô bắt đầu quan tâm đến âm nhạc khi còn rất nhỏ, sau nhiều lần ca hát với mẹ của mình. Bài hát đầu tiên tạo cảm hứng cho cô xuất phát từ chương trình Minna no Uta trên sóng NHK, và ảnh hưởng mãi về sau khi cô bắt đầu học nhạc cổ điển bằng piano.
Năm 2001, cô thành lập nhãn hiệu độc lập Vagrancy, một nhóm nhạc dōjin và tiến hành phát hành nhạc cho trò chơi một cách độc lập. Ban đầu cô không có ý định sử dụng giọng ca, nhưng lại cảm thấy không hài lòng khi chỉ tạo ra một nhạc phẩm pha trộn nhiều loại âm thanh khác nhau.
Cuối năm đó, cô phát hành EP đầu tay, Midori no Mori de Nemuru Tori, thông qua trang web của mình. Vài năm sau, cô phát hành nhiều nhạc phẩm cũng theo cách tương tự, nhạc cụ sử dụng chủ yếu nhất trong các album này là hộp nhạc. Album trọn vẹn đầu tiên của cô là Haikyo to Rakuen (2003) đứng đầu trong bảng xếp hạng các bài hát tải về trên mạng Nhật Bản của Muzie suốt 24 tháng. Cùng năm đó, cô tham gia khâu âm nhạc của một trò chơi độc lập là "Hanakisō", tác phẩm lớn liên quan đến game đầu tiên của cô.
Năm 2004, cô đã tổ chức chuyến lưu diễn đầu tiên của mình. Năm 2005, cô trở thành ca sĩ chủ chốt của nhãn hiệu thu âm Hats Unlimited do nghệ sĩ vĩ cầm Hakase Taro sáng lập. Sự hợp tác này đã dẫn Shikata tiếp cận gần hơn với soundtrack của trò chơi điện tử, chẳng hạn như Shadow Hearts: From the New World và Ar tonelico: Melody of Elemia. Shikata tiếp tục làm việc với các sản phẩm tiếp theo của Ar tonelico cho đến ngày nay, sáng tác các nhạc phẩm cho cả sê-ri trò chơi thứ hai và thứ ba.
Album lớn thứ hai của cô, Raka, được phát hành vào năm 2006. Nó lấy một vài bài hát từ game (hai bài sử dụng trong Hanakisō, cùng phiên bản cải biên ca khúc mở đầu của Ar tonelico, "Utau Oka (Exec_Harvestasya/.) (謳う丘～EXEC_HARVESTASYA/.～ Expressive Hill)). Nó là album đầu tiên của cô đứng trong tốp 40, chiếm vị trí số 34 trên bảng xếp hạng album của Oricon.
Năm 2007, Shikata hợp tác với nhóm dōjin soft 07th Expansion trong việc phát triển sê-ri visual novel kinh dị Umineko no Naku Koro ni, và phát hành một EP cho trò chơi này (bao gồm ca khúc chủ đề cùng tên). Đây là nhạc phẩm đầu tiên của cô nằm trong tốp 30 của Oricon. Năm 2009, album thứ ba của cô là Harmonia vượt lên tốp 20.
Cùng năm đó, Shikata trình bày nhạc phẩm đầu tiên của cô cho anime, với đĩa đơn "Katayoku no Tori" chứa bài hát cùng tên được dùng trong chuyển thể anime của Umineko no Naku Koro ni. Năm 2010, đĩa đơn thứ hai của cô là "Inori no Kanata" được chọn làm bài hát kết thúc của bộ anime Tales of Symphonia (Tethe'alla Version).

## Danh sách đĩa nhạc
| - 2001: Midori no Mori de Nemuru Tori (EP) - 2003: Haikyo to Rakuen - 2005: Navigatoria - 2006: Raka - 2009: Harmonia - 2013: Turaida - 2015: Wokashi - 2016: caTra - 2018: Ayashi - 2003: Hanakisō Sound Tracks - 2008: Umineko no Naku Koro ni (EP) - 2013: Ciel Nosurge Original Soundtracks Vol.1 (OST) - 2007: Istoria: Musa - 2008: Kara*Cola: Hymmnos Orgel Collection - 2010: Utau Oka: Ar=ciel Ar=dor - 2011: Byakumu no Mayu ~Ricordando il Passato~ - 2011: Istoria ~Kalliope~ - 2012: Laylania | - 2002: Petit Fours (music box) - 2003: Horizon Blue (music box) - 2003: Kurenai (hộp nhạc) - 2004: Viridian (hộp nhạc) - 2005: Wisteria (hộp nhạc) - 2007: Kalliope: Piano Concert (piano) - 2007: Hanakisō Koukyoukyoku (orchestra) - 2009: Fluff: Orgel Arrange Mini Album (EP) (hộp nhạc) - 2010: Nijiiro Crayon: Orgel Arrange Mini Album (EP) (hộp nhạc) - 2011: lirica: Orgel Arrange Mini Album (EP) (music box) - 2012: Istoria ~Kalliope~ Orgel Collection (music box) - 2013: Hagurumakan no Elde (music box) - 2009: Katayoku no Tori - 2010: Inori no Kanata - 2011: Utsusemi |